# Moucherolle à croupion roux
Cnemarchus erythropygius
Espèce
Statut de conservation UICN

 LC  : Préoccupation mineure
Synonymes
- Myiotheretes erythropygius

Le Moucherolle à croupion roux (Cnemarchus erythropygius) est une espèce de passereaux de la famille de Tyrannidae. Il est le seul représentant du genre Cnemarchus.

## Sous-espèces
Cet oiseau est représenté par 2 sous-espèces :
- Cnemarchus erythropygius erythropygius : des Andes du Sud de la Colombie à l'Équateur, à l'Est du Pérou et à l'Ouest de la Bolivie ;
- Cnemarchus erythropygius orinomus Wetmore, 1946 : Sierra Nevada de Santa Marta et Andes orientales du Nord de la Colombie[1],[2].